# Alampyris curta
Alampyris curta là một loài bọ cánh cứng trong họ Cerambycidae.